# Parc de Quijano
El Panteó de Quijano, situat a l'interior de la plaça de Santa Teresa, és un parc enjardinat situat al barri de Sant Antoni de la ciutat d'Alacant (País Valencià).
És obra de l'arquitecte Francisco Morell i Gómez i va ser construït entre 1855 i 1857 per l'Ajuntament d'Alacant en memòria de Trinitario González de Quijano, governador civil de la ciutat, natural de Getaria i considerat un heroi per la seua actuació humanitària durant l'epidèmia de còlera de 1854.

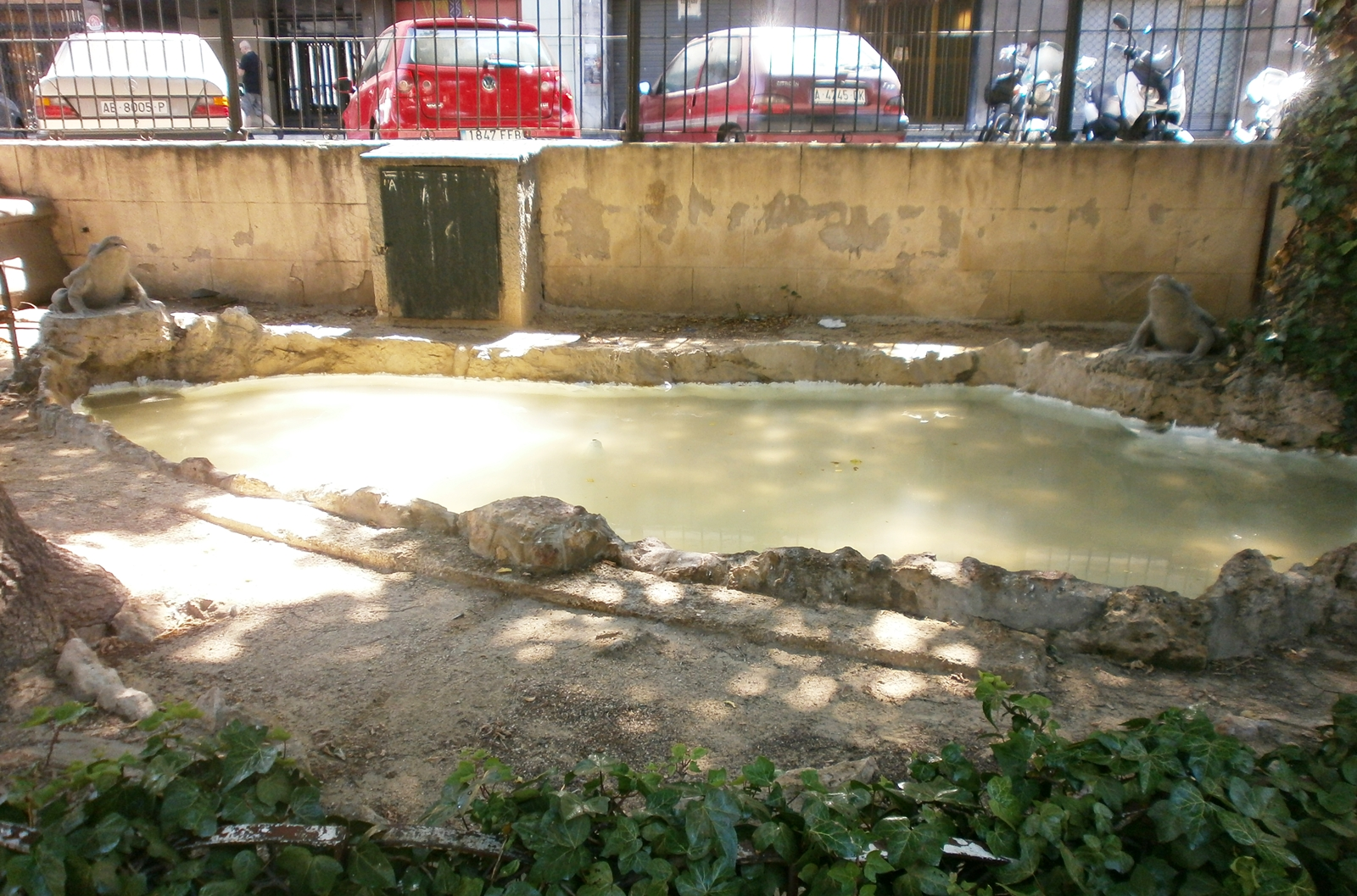
Estany artificial

L'espai es troba delimitat per una tanca de ferro, i s'hi accedeix a través d'una escalinata hui reculada. Disposa en la seua part central d'un monument funerari o panteó dedicat al governador Quijano, compost d'un gran obelisc amb quatre grups escultòrics, envoltat de jardins de tipus romàntic. Al costat del monument es troba la denominada gruta romàntica, que l'ajuntament va rehabilitar en 2011 per posar-la en valor després de ser usada durant anys com a magatzem de jardineria. Al fons del parc, es troben dos estanys artificials; el major està decorat amb una cornucòpia i l'altre, de menor grandària, amb una parella de granotes.
La vegetació d'aquest parc consta d'araucàries, oms, grevíl·lees, buguenvíl·lies, oliveretes, lantanes i estrelítzies.